# Lista personajelor din serialul Curaj, câinele cel fricos
Acest articol prezintă personajele din serialul de animație Curaj, câinele cel fricos.

## Personaje principale

### Curaj, câinele cel fricos
Curaj este protagonistul seriei cu același nume și este un cățel tot timpul speriat. Este roz cu pete negre pe spate și are o privire blajină, dar neliniștită mai tot timpul. A debutat în episodul pilot al seriei, Puiul din Spațiu. El locuiește în orașul Nicăieri, Kansas. Acesta a fost abandonat când era doar un pui, dar a fost găsit de Muriel, care l-a dus la ea acasă. Soțul ei, Eustache  Traistă, nu îl apreciază pe câine, și îl strigă "Câine prost!" Curaj îi salvează constant pe Eustache și Muriel de la pericole extreme. Curaj vorbește bine româna cu telespectatorii, dar când vrea să comunice ceva altui personaj, vorbește ca un cățel agitat. Din această cauză, Curaj se transformă câteodată în diferite obiecte sau creaturi pentru a exprima ceva. Mereu cand se rănește sau i se întâmplă ceva grav, râde într-un mod prostesc. Mereu când este pe cale să facă ceva ce depinde de un curaj extrem spune "Ce nu fac eu din dragoste?", când este ceva pe drum și Curaj nu știe ce e, spune "Sunt sigur că se va întâmpla ceva rău!" și mereu când se întâmplă ceva dubios, spune telespectatorilor "Ceva nu e bine, sau numele meu e (și spune un nume absurd), și nu e!!". Mereu când iese dintr-o încurcătură, strigă "Ura!" și când observă că se întâmplă ceva rău, își zice "Ooh, nu!". Curaj are și un dinte găurit, care, în anumite episoade, cum ar fi "Blestemul lui Shirley" sau "Vânt schimbător", devine un dinte de aur sau chiar o cheie franceză în loc de dinte.
În ciuda faptului că se sperie și de umbra lui, își învinge teama când vine vorba de salvarea stăpânei lui, Muriel; atunci de ce nu l-ar chema Curaj?

### Muriel Traistă
Muriel este o doamnă bătrână, de origine scoțiană. Ea l-a găsit pe Curaj, când era doar un pui și l-a luat acasă. Tot ea este cea care îl atenționează pe Eustache, soțul ei, să nu-l mai sperie pe Curaj.
Îi place să bea ceai, să cânte la sitar, să își îngrijească grădina sau să se uite la televizor. Este foarte bună și amabilă, chiar și atunci când nu este cazul. Este o bucătăreasă de excepție, însă folosește în rețetele ei prea mult oțet, care tinde să-i dezguste pe Curaj și Eustache. Mereu este agasată sau răpită de ticăloși, monștri sau alte lucruri malefice, pe care Curaj trebuie să le confrunte. Muriel îi iubește pe Curaj și Eustache, dar nici nu o bagă în seamă pe soacra ei, Ma Traistă. Mereu încearcă să-l educe pe Eustache să facă un lucru bun.

### Eustache Traistă
Eustache este un fermier bătrân, soțul lui Muriel. Îl jignește mai mereu pe Curaj, zicându-i "Câine prost!". Este obsedat de camioneta sa și de bani și este morocănos și crud. Când vrea să fie lăsat în pace de Curaj, Eustache își scoate o mască mare și verde de clovn, speriindu-l astfel pe bietul cățel. Eustache poartă o cămașă gălbuie (care noaptea sau în întuneric devine portocalie), o salopetă verde, o pereche de ochelari identici cu cei ai lui Muriel și o pălărie maro, care îi protejează scăfârlia sa cheală. Când se referă la Curaj, îl numește pur și simplu "câine" și foarte rar (doar în episoadele Cocoșatul din Nicăieri și Balul răzbunării) îl numește după numele său real. Eustache ar vrea ca Muriel să i se supună, astfel încât atunci când Muriel, în episodul Dr. Le Mac, specialist în amnezie, avea amnezie și nu mai ținea minte cine este, Eustache îi spunea că este "femeie sclav"..
Mereu când soția lui este în pericol, Eustache nici nu observă acest lucru de preocupat ce este, lăsându-l pe Curaj să o salveze singur pe Muriel. Fermierul sfârșește deseori episoadele într-un mod chiar macabru sau nu mai revine înapoi la fermă.
Mereu când Muriel vede că Eustache îl terorizează pe Curaj, scoate un sucitor și îl lovește tare cu el, făcându-l să suspine de durere și să întrebe ce-a făcut. Ocazional, Eustache face echipă cu Curaj, în special când e vorba de bani, dar și ca să scoată demonul din Muriel, în episodul Demonul din saltea.

## Personaje negative

### Mâța
Voce din Sezonul 1: ???
Voce din Sezoanele 2, 3 și 4: ???
Mâța este o pisică roșie antropomorfă, ce are propria sa melodie de fundal de fiecare dată când apare. Este dușmanul de moarte al lui Curaj și antagonistul ce apare cel mai des în serie. Este specializat în afaceri înșelătoare, ca întreținerea unei "stațiuni de vacanță", unui magazin de dulciuri, a unui motel și a unei croaziere cu submarinul. Este extrem de sadic și multe dintre afacerile sale sunt menite să-i tortureze sau chiar ucidă pe clienții lui; de exemplu, în episodul O noapte la Motelul Mâței, și-a hrănit păianjenii lui carnivori cu rezidenții motelului respectiv, iar în episodul Clubul Mâței, i-a transformat pe naufragiații insulei în mașini antropomorfe. Mâța întotdeauna îi trage pe sfoară pe Muriel și pe Eustache să încerce serviciile pe care le oferă, însă Curaj niciodată nu cade pradă acestora. Toate serviciile sale au o regulă strictă, "Nu primim câini", forțându-l pe Curaj să se furișeze pentru a-și salva stăpânii. Mâța întotdeauna se bucură de "un mic joc", astfel încât toate luptele cu Curaj sunt de fapt jocuri, ca și concursul de holbat, în care mereu se pare că motanul roșu câștigă, deși întotdeauna este învins la final. Mereu când este lovit sau rănit, exclamă "Speram să nu faci asta!" sau "Trist, nu-i așa?".

### Veterinar Crud
Un răufăcător minor, dar important al lui Cura, el este omul responsabil de luarea părinții lui Curaj și de lansarea lor în spațiu pe când era pui (pentru un experiment eșuat) și de a-l face pe acesta din urmă orfan, până când el a fost adoptat de Muriel. El i-a capturat, i-a introdus într-o navă spațială lansată din așa-numitul său „spital de animale” numit „Pets of Tomorrow” și apoi i-a trimis în spațiu ca parte a experimentului său de reproducere, pentru a vedea dacă se vor transforma în superdoguri. Cu toate acestea, Curaj a scăpat de această soartă. Ani mai târziu, încearcă să facă același lucru cu Curaj după ce l-a recunoscut din trecut. Atunci când Muriel și Eustache încearcă să-l salveze pe Curaj, precum și să descopere experimentul. el decide că nu poate permite descoperirea și compromiterea publicului în funcționarea și cercetarea sa. Prin urmare, decide să-i arunce pe Muriel și Eustache în rachetă pentru a fi trimiși și în spațiu. Cu toate acestea, Curaj își salvează proprietarii și îl blochează pe Veterinarul Crud în interiorul rachetei. După T-0, motoarele rachetei se aprind și aceasta este lansată trimițândul pe veterinar în spațiu. aterizând pe o planetă, el află că toți câinii au supraviețuit, inclusiv părinții lui Curaj, ceea ce a însemnat că experimentul său a eșuat. El este apoi pietrificat, în timp ce este târât într-o plasă și atacat de câinii răzbunători pentru acțiunile sale. Se aude urlând de durere în timpul atacului.